# Talloires-Montmin
Talloires-Montmin es una comuna nueva francesa situada en el departamento de Alta Saboya, de la región de Auvernia-Ródano-Alpes.

## Historia
Fue creada el 1 de enero de 2016, en aplicación de una resolución del prefecto de Alta Saboya de 25 de noviembre de 2015 con la unión de las comunas de Montmin y Talloires, pasando a estar el ayuntamiento en la antigua comuna de Talloires.

## Demografía
| Gráfica de evolución demográfica de Talloires-Montmin entre 1800 y 2013 |
|                                                                         |

Los datos entre 1800 y 2013 son el resultado de sumar los parciales de las dos comunas que forman la nueva comuna de Talloires-Montmin, cuyos datos se han cogido de 1800 a 1999, para las comunas de Montmin y Talloires de la página francesa EHESS/Cassini. Los demás datos se han cogido de la página del INSEE.

## Composición
| Comuna delegada | Código INSEE | Población (2013) | Superficie (km²) | Densidad (hab./km²) |
| --------------- | ------------ | ---------------- | ---------------- | ------------------- |
| Montmin         | 74187        | 318              | 16.29            | 20                  |
| Talloires       | 74275        | 1733             | 20.69            | 84                  |